# 경희간호대학
경희간호대학(慶熙看護大學)은 서울특별시 동대문구에 있었던 사립 전문대학이다.

## 연혁
- 1967년 : 경희간호학교로 개교
- 1970년 : 경희간호전문학교로 개편
- 1979년 : 경희간호전문대학으로 개편
- 1999년 : 경희간호대학으로 교명 변경
- 2000년 : 경희대학교와 통폐합

## 같이 보기
- 경희호텔경영전문대학
- 경희고등학교
- 경희여자고등학교
- 경희중학교
- 경희여자중학교
- 경희초등학교